# Британс, Янис
Я́нис Бри́танс (латыш. Jānis Britāns; 11 сентября 1929, Акнистская волость — 18 июля 2016) — советский и латвийский журналист, государственный деятель.

## Биография
Родился 11 сентября 1929 года на хуторе Смилгас в Акнистской волости. В 1963 году окончил филологический факультет Латвийского университета, в 1967 году — Высшую партийную школу.
Первая публикация (под псевдонимом J. Aizporietis) вышла в 1948 году. С 1950 по 1954 служил в Советской армии радиотелеграфистом. С 1959 по 1971 год — корреспондент газеты «Cīņa», с 1972 по 1990 её редактор. С 1969 по 1971 год — корреспондент газеты «Правда» в Латвийской ССР. С 1977 по 1989 год — председатель Союза журналистов Латвийской ССР.
Заслуженный работник культуры Латвийской ССР (1974).
В 1988 году был избран на должность заместителя председателя Президиума Верховного Совета Латвийской ССР.
Умер 18 июля 2016 года, похоронен на кладбище Тункелю.